# روبين أكوستا مونتويا
روبين أكوستا مونتويا (بالإسبانية: Rubén Acosta Montoya)‏ هو محامي وسياسي مكسيكي، ولد في 2 ديسمبر 1973 في سيوداد خواريز في المكسيك. حزبياً، نشط في Ecologist Green Party of Mexico ‏. وقد انتخب عضو مجلس النواب المكسيك.